# Гайтов, Багаудин Хамидович
Багаудин Хамидович Гайтов (род. 16 декабря 1937 года) — доктор технических наук, профессор, заведующий кафедрой Электротехники и электрических машин (ЭЭМ) Кубанского государственного технологического университета. Заслуженный деятель науки и техники РФ. Почетный академик АЭН РФ.

## Биография
Родился 16 декабря 1937 года. Его детство прошло в Казахстане.
После окончания школы поступил учиться в Карагандинский политехнический институт (ныне Карагандинский государственный технический университет) на электромеханический факультет. В 1961 году институт был окончен и Багаудин Гайтов распределился на работу в Карагандинского НИИ угольной промышленности. Там он проработал с 1961 по 1962 год, после чего уехал в г. Грозный. Там он работал ассистентом кафедры Грозненского нефтяного института (ныне Грозненский государственный нефтяной технический университет), учился в аспирантуре.
В 1965 году защитил кандидатскую диссертацию по высокоскоростным частотно-управляемым асинхронным двигателям повышенной частоты (400 Гц) и устроился на работу в Краснодарский политехнический институт (ныне Кубанский государственный технологический университет). На Кубани ученый работал на должностях: старшего преподавателя, доцента, заведующего кафедрой, декана факультета. В 1977 году работал заведующим кафедрой электротехники, читал студентам курс «Электрические машины».
В 1983 году Багаудин Гайтов защитил в МЭИ докторскую диссертацию по теме «Управляемые асинхронные двигатели с массивными многофункциональными роторами», получил учёное звание профессора.

## Научная деятельность
Область научных интересов: методы расчета и конструирования частотно-управляемых асинхронных двигателей, их математическое моделирование, двухвходовые машиня нетрадиционной энергетики. Багаудин Хамидович Гайтов является основоположником школы «Нетрадиционные электромеханические комплексы и системы». Его теоретические работы стали основой для создания специальных электроприводов. В 1978—1984 годах Багаудин Хамидович с сотрудниками шведской фирмы «Alfa-laval» разработал скоростные двигатели-сепараторы для пищевой промышленности.
Его управляемые двигатели, двигатели-сепараторы для микробиологической промышленности экспонировались на ВДНХ, а их создатель был награждён медалями ВДНХ.
Багаудин Гайтов имеет более 70 изобретений, является автором около 400 научных работ. Под его руководством было подготовлено и защищено около 30 кандидатских диссертаций (Косолапова А. В., Кузубова В. М., Рябухина М. И. и др.), включая шесть диссертаций аспирантов других стран.
В разное время Багаудин Гайтов был председателем научно-технической секции Краснодарской краевой организации «Знание», членом научно-методического совета (НМС) по электромеханике Минвуза СССР, членом президиума НМС по теоретической электротехнике, членом редколлегии журнала «Известия вузов. Электромеханика».
В 1997 году был избран членом-корреспондентом Академии электротехнических наук РФ, в 2005 году — академиком. С 2010 года Багаудин Гайтов — почетный академик Академии электротехнических наук РФ.

### Труды
- Управляемые двигатели-машины. — М.: Машиностроение, 1983. — 183 с.
- Высокоскоростные машины (в соавторстве). — Краснодар: Краснодарское книжное издательство, 1966. — 375 с.
- Высокоскоростные машины для животноводства (в соавторстве). — Краснодар: Краснодарское книжное издательство, 1966. — 175 с.

## Награды и звания
- Заслуженный деятель науки и техники РФ (1995).
- Знак «За отличные успехи в высшей школе» Минвуза РФ.